# Savisaari (ö i Finland, Nyland, Helsingfors)
Savisaari är en ö i Finland. Den ligger i sjön Lehmijärvi och i kommunen Lojo i den ekonomiska regionen  Helsingfors  och landskapet Nyland, i den södra delen av landet, 40 km väster om huvudstaden Helsingfors. Öns area är 1,1 hektar och dess största längd är 160 meter i sydväst-nordöstlig riktning.